# Distorsio anus
Distorsio anus is een slakkensoort uit de familie  Personidae. De wetenschappelijke naam werd gepubliceerd in 1758 door Carl Linnaeus in de tiende editie van Systema naturae.